# Stjepan Podhorsky
Stjepan Podhorsky (Zágráb, 1875. december 21. – Zágráb, 1945. október 13.) horvát építész, a horvátországi templomépítészet kiemelkedő alakja.

## Élete és munkássága

### Ifjúkora
Stjepan Podhorsky 1875. december 21-én született Zágrábban, a Vlaška utcában. Az általános iskola és a középiskola elvégzése után beiratkozott az Építőmérnöki Iskolába, amelyet 1896-ban végzett el az építőmérnöki kurzus első végzőseinek csoportjában, amelyben csoporttársai Josip Markovic, Alojz Bastl és Oto Munder voltak. Az ismert építész Hermann Bollé már iskolás korában különösen tehetséges diákként fogadta műtermében. Mielőtt azonban felvette volna, elküldte őt a székesegyház kőfaragójához, hogy alaposan tanulja meg a kőfaragó szakmát. Ezt követően folyamatosan foglalkoztatta műtermében, megtervezve mindent, amit csak kézhez kapott. Bollé műtermében találkozott egy másik tehetséges fiatal zagorjei építésszel, Viktor Kovačić-tyal, akivel Bollé fontos munkatársává vált.

### Bollé munkatársaként
Annak ellenére, hogy Podhorsky és Kovačić is Bollé munkatársa lett, mindketten éles vitába keveredek vele, elsősorban azért, mert nem értettek egyet a horvát építészeti örökség helyreállításának radikális purista megközelítésével.  Bollé és Podhorski konfliktusa különösen 1901-ben került előtérbe, amikor a Tarcal-hegységbe küldte, hogy vezesse a Grgetka ortodox kolostor újjáépítési munkálatait. Ezt követően Podhorsky hamarosan elhagyta Bollé műtermét, és az 1901/1902-ben lebontott középkori oštarijei Szűz Mária-templom helyreállítását és újjáépítését már önállóan fogadta el. Egy évvel később Bécsbe, a Képzőművészeti Akadémiára ment tanulni Viktor Lunz professzorhoz, az ókori és középkori művészet udvari tanácsadójához, a bécsi historizmus egyik képviselőjéhez. Ez a választás maradandó nyomot hagyott további munkásságában, amely a neo stílusú eklektikában nyilvánult meg. Azokban az években Podhorskit Bécsben számos elismerésben részesítették, amelyek közül a legjelentősebb a legsikeresebb klasszikus műért járó nagyszerű Hansen-érem.

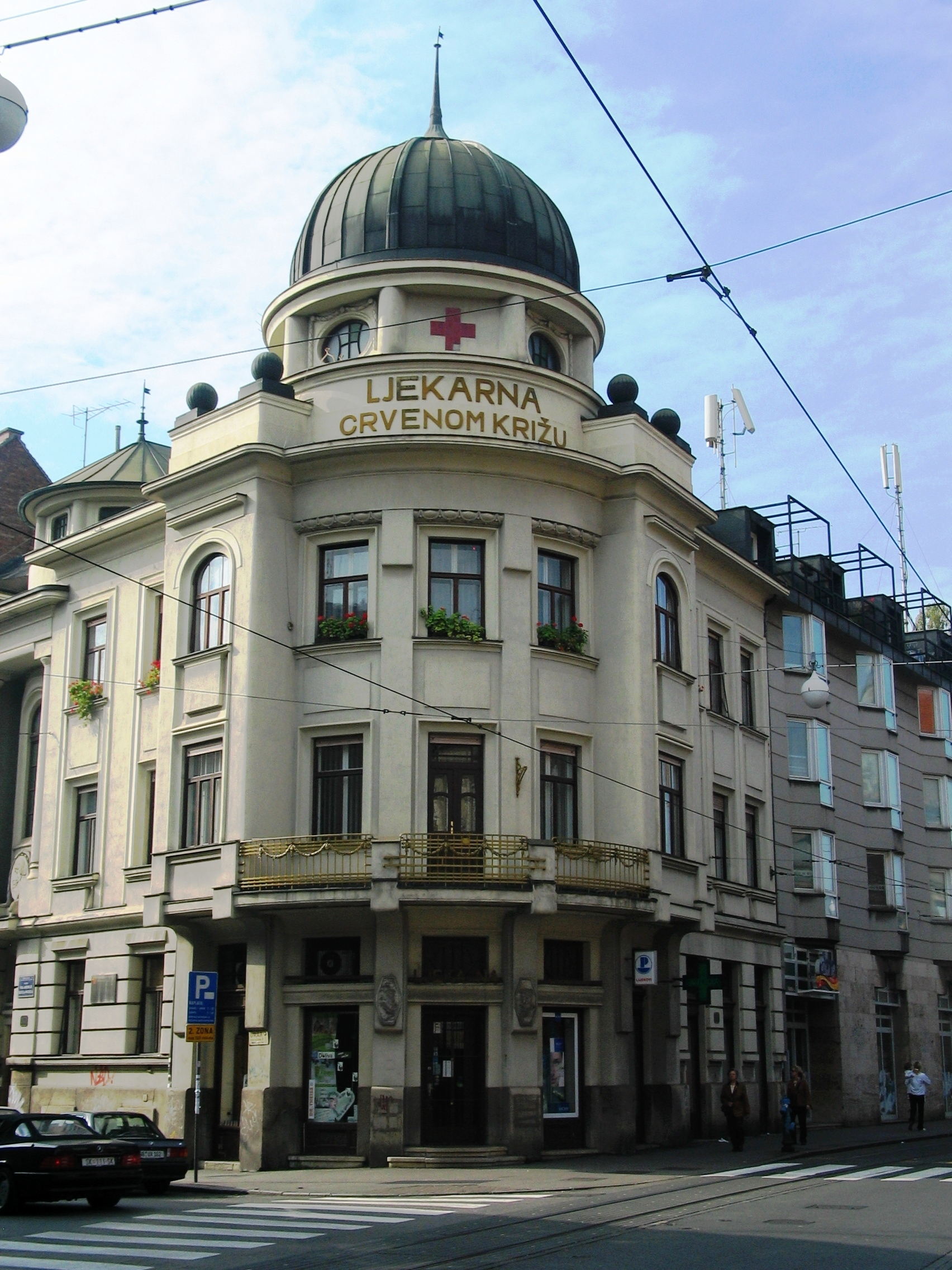
A zágrábi Gayer-ház

### Sikerek és viták
A bécsi iskolából hazatérve Podhorsky számos jelentős építést végzett Zágrábban, mint például a Villa Heim a Nazorova utcában (1906), az ortodox önkormányzat épülete a Bogovićeva utcában (1907), a lakóépület és a Gayer gyógyszertár a Kačićeva és Ilica utcák kereszteződésében (1908), valamint a Mažuranić téri Mesterségek Háza (1908/10). Azokban az években alakította át a Kőkapu híres gyógyszertárát is, valamint rendezte az elhagyott Szent György temető parkját.
Természetesen Podhorski tevékenységének ebből az időszakából a legjelentősebb a Horvát Építészklub megalapítása volt, melynek első ülése 1905. május 20-án volt. A klub egyik első ténykedése a Bollével és Kršnjavival 1906-ban a Bakač-torony lebontásával kapcsolatos konfliktus volt, amelyben egyik fél sem kímélte a másikat. A sértő szavakkal és a kölcsönös vádaskodásokkal megírt levelek napról érkeztek Teodor Pejačević bán asztalára.
Ez az időszak az első nagyobb hazai építészeti versenyek ideje is, amelyeken Podhorsky is részt vett. Díjat nyert többek között a Kormánypalota (ma a Parlament épülete, 1907, 2. díj), a Kaptol (1908, II. díj) és a voloskói plébániatemplom (1913, I. díj) pályázati kiírásán. Podhorsky hosszú évekre a Horvát Építészek Klubjának elnöke, Kovačić pedig a titkára lett, amely kezdetben rivalizálást indított el közöttük. A konfliktus különösen Dioniz Sunko és Hugo Ehrlich építészek érkezése után súlyosbodott, amikor nyílt összeférhetetlenség alakult ki a tagság és a tisztségviselők között, ami végül 1914. február 4-én a klub megszűnését vonta maga után. 

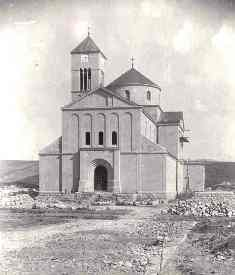
A duvanjsko poljei Szent Cirill és Metód-bazilika

Podhorsky különösen a horvát építészeti örökség sikeres restaurátoraként emelkedett ki. Ide tartozik az oštarijei templom legkorábbi felújítása, csúcspontja azonban a kőrösi Szent Kereszt-székesegyház helyreállítási projektjének megvalósítása volt (1910-1913), melynek során az újjáépítés megközelítése miatt heves viták alakultak ki Izidor Kršnjavival, aki Horvátországban a historista doktrína fő hirdetője és Bollé ideológiai pártfogója volt. A konfliktus miatt Podhorsky nem kapott tanári állást a Bollé által vezetett akkori szakközépiskolában.

### A „vero croatica” korszak
Stjepan Podhorsky munkásságában 1911 volt a döntő év. Ebben az évben építette ugyanis a horvátországi görögkatolikus egyház fennállásának 300. évfordulója emlékére a Szűz Mária-templomot, mely centrális objektumként épült, a neobizánci építészeti stílus egyértelmű jeleivel. Ez egy hosszú út kezdete, amelynek során Podhorsky a bizánci és az óhorvát építészet elemeinek ötvözésével egy új stílust akart létrehozni, amelyet Dominik Mandic egyháztörténész a „régi horvát formák reneszánszaként” jellemzett, és „vero croaticának” nevezett el. Ezt a stílust követve Podhorsky számos szakrális épületet tervezett, amelyek közül sok soha nem valósult meg. Podhorski legjelentősebb megvalósult szakrális épületei: a duvanjsko poljei Szent Cirill és Metód bazilika (1921-1925), a szentgyörgyvári Szent György-templom (1928) és a makarskai ferences templom (1921/31 – 1939/43).

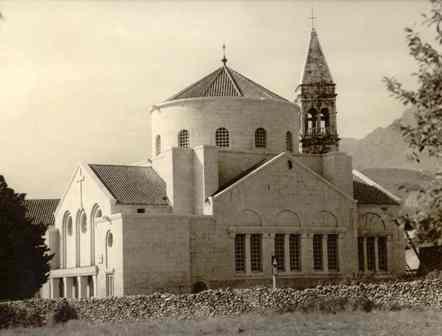
A makarskai Nagyboldogasszony-templom

A makarskai ferences kolostorban található Boldogságos Szűz Mária ferences templom a formatisztaság és az egyszerűség, de a térkoncepció egyértelműsége szempontjából is az egyik legsikeresebb műve. Podhorskyról elmondható, hogy új szakrális stílust alakított ki, amely 1914-ben a nagy belgrádi képzőművészeti kiállításon az ottani körökben jelentős sikereket hozott számára, akik Szerbiába is meghívták különféle épületek tervezésére. Ebben azonban hátráltatta a háború, amelyet Kőrösön töltött, hogy egyik legjelentősebb vívmányát, a Horvát Otthon építését (1913-1916) fejezze be. A háború után 1918-ban a Nemzeti Tanács rendeletével Podhorskyt a Képzőművészeti Iskola tanárává nevezték ki, és hamarosan a Jugoszláv Mérnökök és Építészek Szövetségének tagja lett.
A nagyszámú templom mellett Podhorsky több mauzóleumot is tervezett, ezek közül a leghíresebb a Halper család mauzóleuma Korponában (1911) és a Podhorsky család mauzóleuma a zágrábi Mirogojban (1929-1933). A Dom sv. Antun a zágrábi Kaptolban, a ferences kolostor számára épült (1936-1937), ma a Vígszínház működik benne. Terveket készített a medjugorjei Szent Jakab-templomhoz is.
A második világháború alatt Podhorsky a plitvicei, zrini, gvozdanszkói, az atyinai és kostajnicai templomok és kolostorok újjáépítésén (1941), a kőrösi görögkatolikus székesegyház és a püspöki udvar felújításán (1941-1943), valamint saját prekižjei villájának  (1942-1943) tervezésén dolgozott. A háború alatt befejezte a bihácsi Szent Antal-templom bővítését, amelyet még 1938-ban kezdett el, de 1944-ben, közvetlenül a munkálatok befejezése előtt, a szövetséges bombázások során szinte a földig lerombolták. Ez volt egyúttal az utolsó temploma is, amelyet épített, hiszen 1945. október 13-án, 78 évesen meghalt.

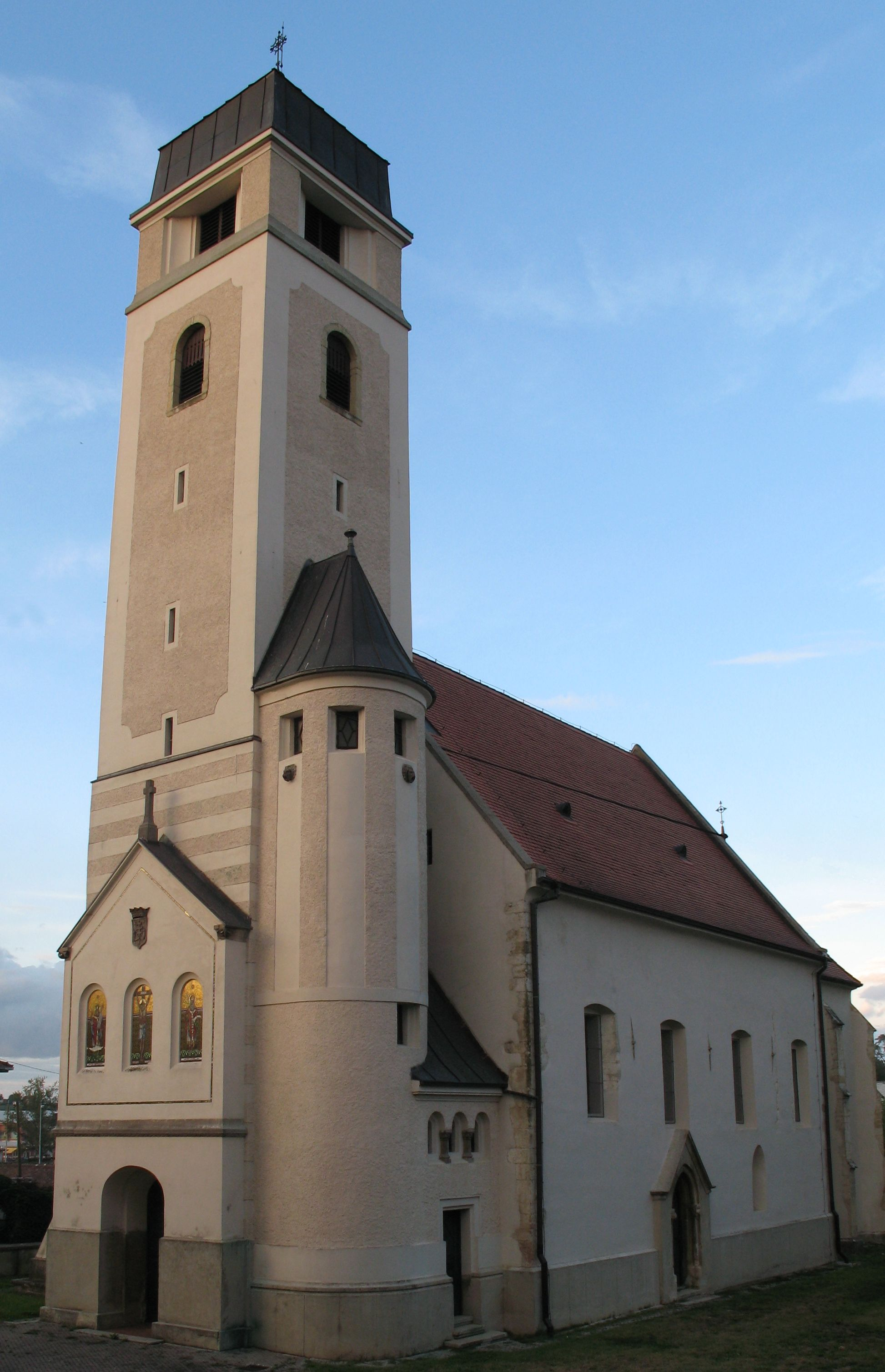
A kőrösi Szent Kereszt-székesegyház

## Családja
Tehetsége és szorgalma ellenére nagyon kemény életet élt. Fiatalkorában felesége, Anđelka támogatta. 1910-ben a zágrábi Kézművesház padlásán helyezte el műtermét, majd lakását. Családi élete megszakadt, mert 1919-ben Dragica Pavičić-tyal való kapcsolata miatt elhagyta feleségét és két fiát. Első felesége halála után azonban örökölte annak adósságait, ami anyagilag tönkretette. Különösen megdöbbentette fia halála, és ilyen körülmények között a hitben talált vigaszt. Egyházi körökben folytatta életét, ami minden bizonnyal személyes vigaszt jelentett számára, de a túlélés lehetőségét is, mert az ő megrendeléseikre dolgozott. A kortársak és az ismerősök őszinte, szerény, csendes, önzetlen és visszahúzódó, eszméi iránt elkötelezett embernek írták le.

## Fő művei
- Lakóház, Zágráb, Kukuljecić utca 1. (1901.)
- Szent Antal-kápolna, Oštarije (1902.)
- Mesterségek háza, Zágráb, Mažuranić tér 13. (1908-1913.)
- Lakóház, Zágráb, Nazor utca 5. (1910-1911.)
- Szent Kereszt-társszékesegyház, Kőrös (1910-1913.)
- Szentháromság-plébániatemplom, Krašić (1911-1913.)
- Szűz Mária görögkatolikus bazilika, Strmac Pribićki (1911.)
- Zsidó temető árkádsora, Kőrös (1912-1914.)

- Horvát ház, Kőrös (1912-1914.)

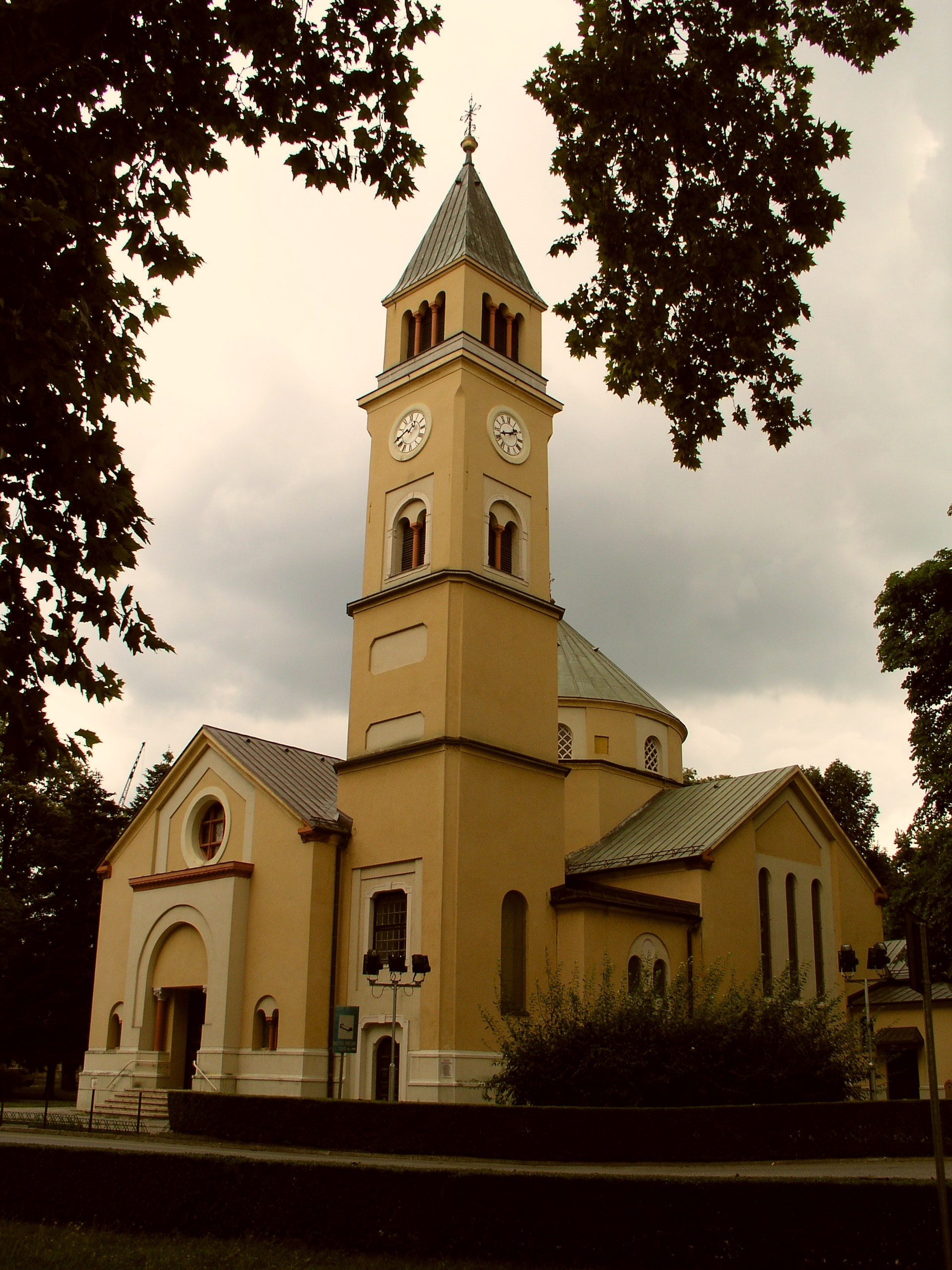
A szetgyörgyvári Szent György-templom

- Lakóház, Zágráb, Marulević tér 6. (1923.)
- Mikulić-villa, Zágráb, Tuškanac 47. (1923-1924.)
- Szent Mihály-templom, Sračinec (1924-1925.)
- Szent Cirill és Metód bazilika, Duvanjsko polje (1925.)
- Szent György-templom, Szentgyörgyvár (1929.)
- Szentháromság-templom, Kisbosznia (1929-1931.)
- Podhorsky-mauzóleum, Zágráb-Mirogoj, (1929-1931.)
- Nagyboldogasszony-templom, Makarska (1930-1940.)
- Gonzaga Szent Alajos-templom, Popovača (1935-1938.)
- Szent Antal-ház, Zágráb-Kaptol, (1936-1939.)
- Ferences templom, Makarska (1938.)
- Szent Antal-templom, Bihács (1938-1944. lerombolták)
- Szent György-templom, Đurmanec (1939.)

## Galéria
- A kőrösi görög katolikus székesegyház
- A kőrösi Horvát-ház
- A zágrábi Vígszínház
- A krašići plébániatemplom
- A strmac pribićki görög katolikus bazilika
- A sračineci Szent Mihály plébániatemplom

## Fordítás
Ez a szócikk részben vagy egészben  a   Stjepan Podhorsky című horvát Wikipédia-szócikk ezen változatának fordításán alapul.  Az eredeti cikk szerkesztőit annak laptörténete sorolja fel. Ez a jelzés csupán a megfogalmazás eredetét és a szerzői jogokat jelzi, nem szolgál a cikkben szereplő információk forrásmegjelöléseként.